# シロイトダラ
シロイトダラ (学名：Pollachius virens)は、タラ科の海水魚である。日本語ではセイス、英語ではPollock、Boston blues、coalfish、saithe等とも呼ばれる。

## 利用
マスノスケのような橙色を出すために、シロイトダラは塩を振って燻製にされることがある。ドイツでは「シーサーモン」（ドイツ語: Seelachs, ゼーラックス）として販売されているが、サケ属とは関係がない。